# Tandilia melanopis
Tandilia melanopis là một loài bướm đêm trong họ Noctuidae.